# Municipio di Launceston (Australia)
Il Municipio di Launceston (in inglese: Launceston Town Hall) è un edificio storico, sede municipale della città di Launceston in Australia. 

## Storia
Il progetto dell'edificio venne commissionato dalla municipalità di Launceston nel 1864 all'architetto Peter Mills. La prima pietra è stata posata il 21 aprile 1964 dal governatore della Tasmania, Thomas Gore Browne. Il palazzo entrò in uso nel 1867.
L'edificio è stato sottoposto a diversi interventi di ampliamento e modifica nel corso della sua storia. A un primo ampliamento, avvenuto nel 1906, seguì la grande aggiunta del 1936, quando i terreni a nord dell'edificio originario divennero parte del complesso del municipio. Questi lavori comportarono, inoltre, l'allungamento del colonnato del palazzo aggiungendo cinque colonne alle quattro originarie. Altri interventi avvennero nel 1970, nel 1988 e nel 1994.

## Descrizione
Il palazzo presenta uno stile italianeggiante. La facciata principale è caratterizzata da un imponente colonnato.

## Galleria d'immagini

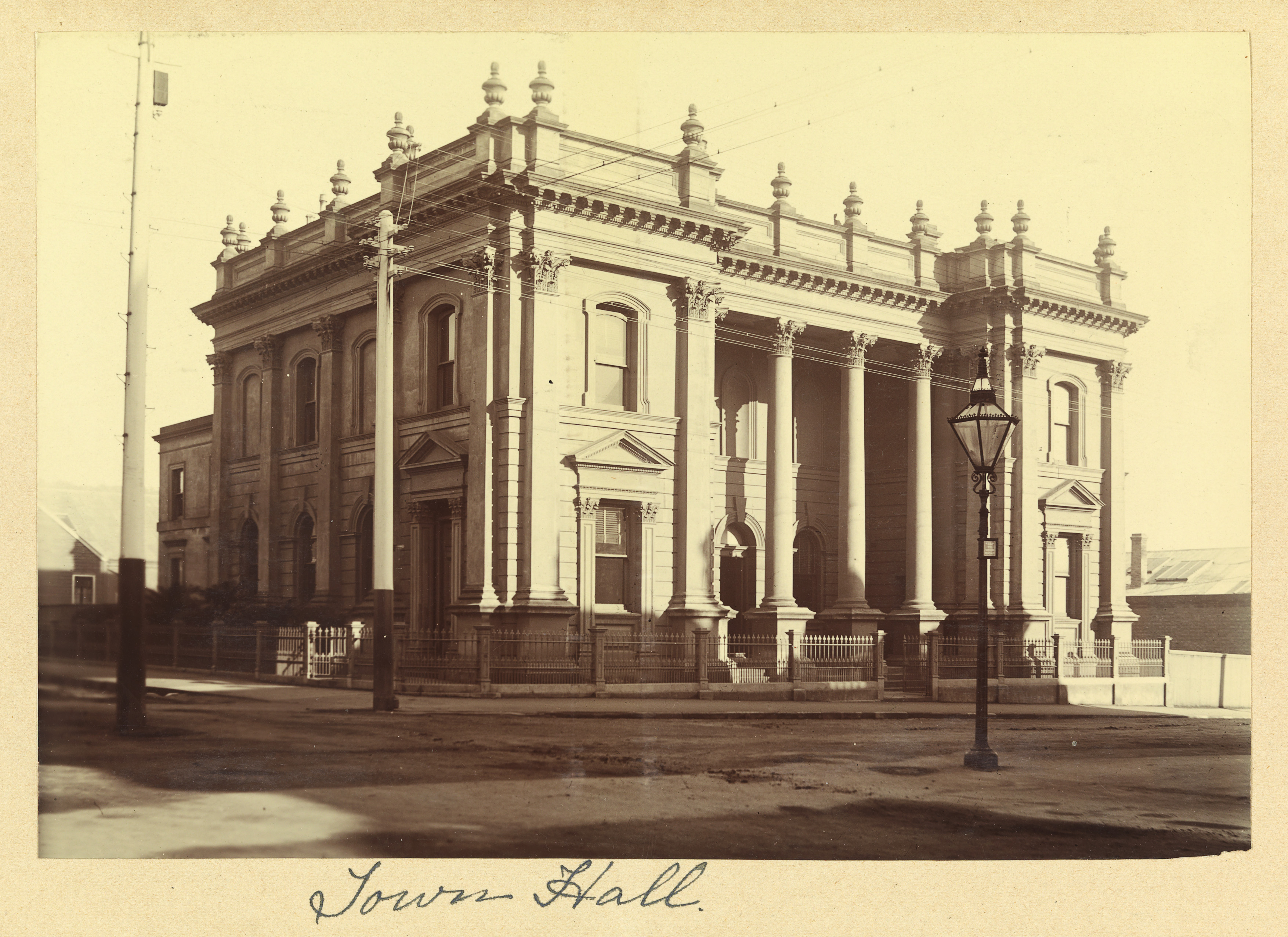
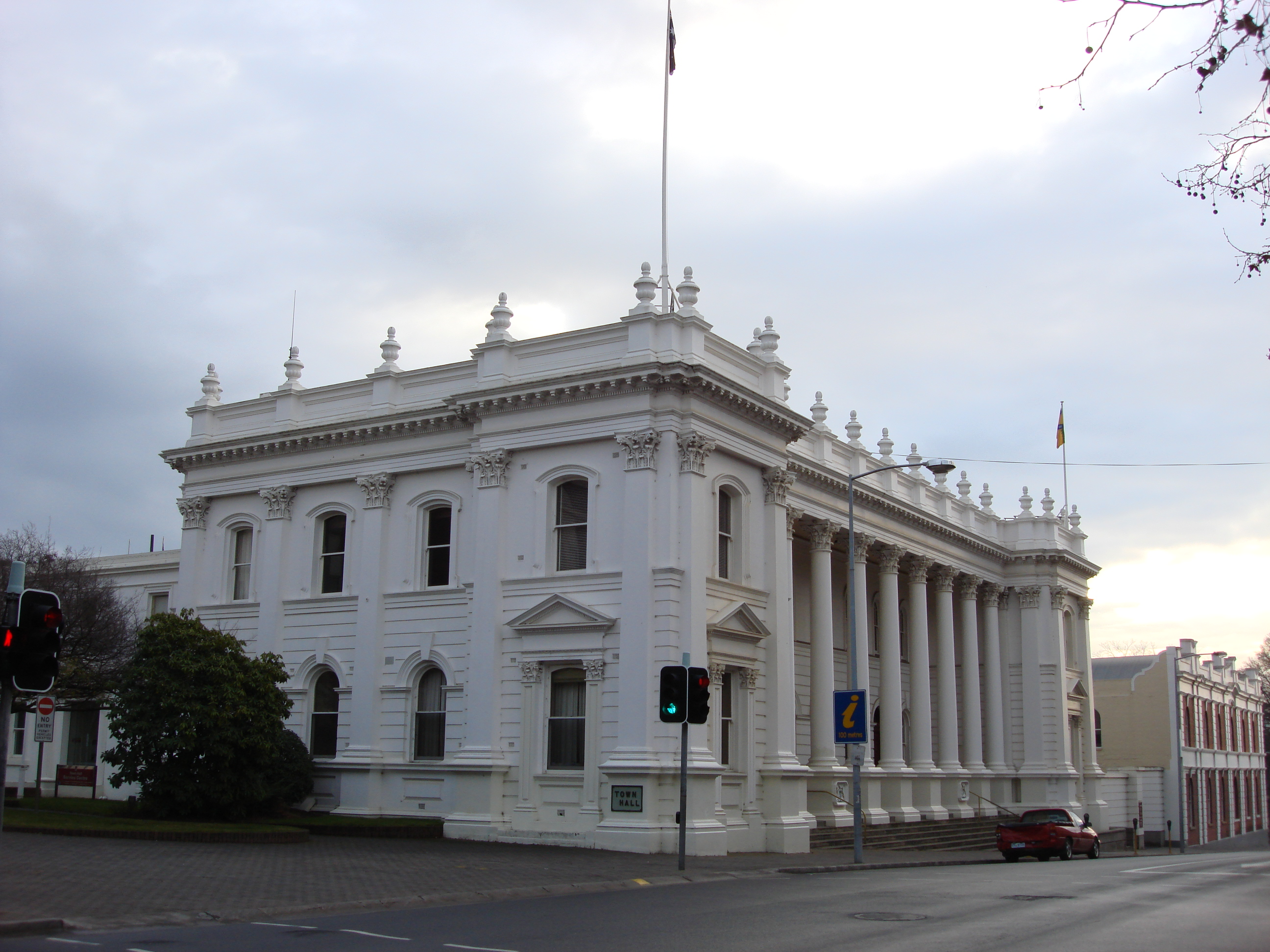
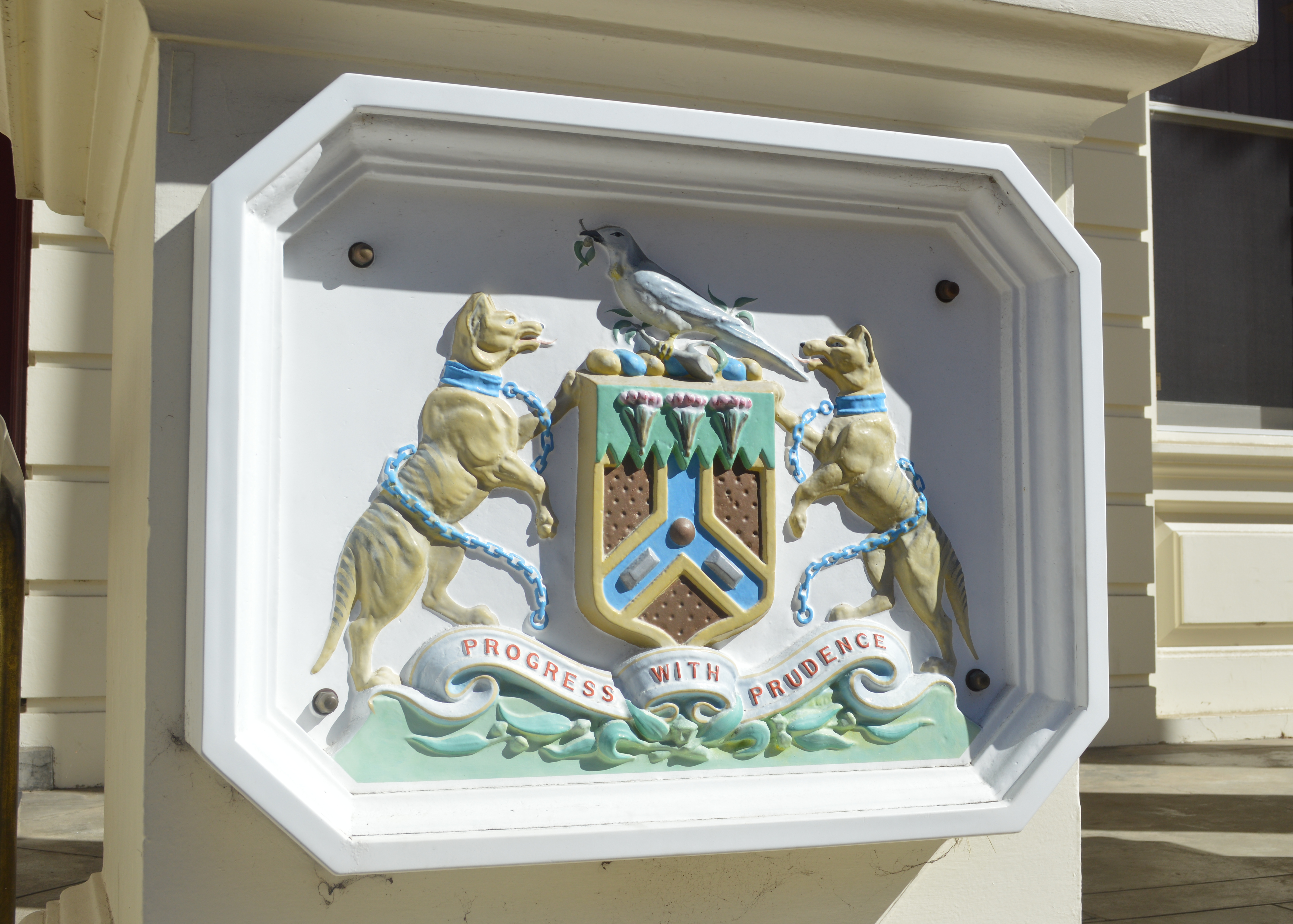